# Hiệp ước chống Quốc tế Cộng sản
Hiệp ước chống Quốc tế Cộng sản (tiếng Đức: Antikominternpakt; tiếng Ý: Patto anticomintern; tiếng Nhật: 防共協定, Bōkyō kyōtei(Phòng Cộng Hiệp Định)), chính thức là Hiệp ước chống lại Quốc tế Cộng sản (tiếng Đức: Abkommen gegen die Kransistische Internationale), là một hiệp ước chống Cộng được ký kết giữa Đức và Nhật Bản vào ngày 25 tháng 11 năm 1936, nhằm chống lại Quốc tế Cộng sản (Comintern). Hiệp ước được Bộ trưởng Ngoại giao Đức Joachim von Ribbentrop và Đại sứ Nhật Bản Kintomo Mushakoji ký kết. :188–189 Ý, Tây Ban Nha và các nước khác đã tham gia hiệp ước này cho đến tháng 11 năm 1941. :49
Bên ký kết Nhật Bản đã hy vọng rằng Hiệp ước chống đối có hiệu quả sẽ là một liên minh chống lại Liên Xô, đó chắc chắn là cách mà Liên Xô đã cảm nhận. :226 Ngoài ra còn có một giao thức bổ sung bí mật quy định chính sách chung giữa Đức và Nhật nhằm đặc biệt chống lại Liên Xô. :188–189  :197 Tuy nhiên, sau khi Ý gia nhập hiệp ước và đặc biệt là mối quan hệ hợp tác giữa Đức và Liên Xô sau Hiệp ước Molotov-Ribbentrop, nó cũng đã đạt được một bản sắc ngày càng chống phương Tây và chống Anh. :44  :13
Sau tháng 8 năm 1939, Nhật Bản đã tách khỏi Đức do kết quả của hiệp ước không xâm lược Đức-Liên Xô. :24  :40 Hiệp ước chống đối được thay thế bởi Hiệp ước ba bên tháng 9 năm 1940, xác định Hoa Kỳ là mối đe dọa chính chứ không phải Liên Xô, là tài liệu chính thống nhất lợi ích của các cường quốc phe Trục. Sau đó, tư cách thành viên của Hiệp ước chống đối đã trở thành mang tính nghi lễ, nhưng việc đổi mới vào tháng 11 năm 1941 đã chứng kiến sự gia nhập của một số thành viên mới vào hiệp ước. :49